# Henrik Vestergaard (skuespiller)
 Der er flere personer med dette navn, se Henrik Vestergaard.
Henrik Vestergaard Nielsen (født 13. juli 1972) er en dansk skuespiller, dramatiker og oversætter.
Han er uddannet skuespiller på Michael Chekov Studio i Aarhus i 1997 og cand.mag. i dramaturgi fra Aarhus Universitet 2007.
I 2001 var han medstifter af den aarhusianske teatergruppe Von Baden, hvor han siden har været kunstnerisk leder i samarbejde med instruktøren Morten Lundgaard og skuespilleren Frederik Meldal Nørgaard. For Von Baden har han bl.a. medvirket i forestillingerne Sexual Perversity, American Buffalo, True West, Der Totmacher, Jesus Hopped The A-train, Så ligger man der, Penetrator, Bucuresti, Glengarry Glen Ross, Let Opklaring, Lovens Vogtere og De frivillige.

## Arbejde som dramatiker
Henrik Vestergaard har skrevet monologerne Julehaderen og Efterladenskaber. Monologen Julehaderen, med Anders Brink Madsen som Julemanden, blev opført på teatret Svalegangen med urpremiere den 10. december 2005.
Han debuterede som dramatiker med skuespillet Så Ligger Man Der, der havde urpremiere på teatret Svalegangen i Aarhus den 2. maj 2006. Så Ligger Man Der var en co-produktion mellem teatret Svalegangen og teatergruppen Von Baden. Forestillingen var instrueret af Morten Lundgaard. I stykket medvirkede Henrik Vestergaard selv samt Mette Mai Langer.
I 2010 havde hans skuespil Let Opklaring urpremiere på Entré Scenen i Aarhus. Historien handler om det første hold danske soldater i Afghanistans Helmand-provins og de 35 dage i sensommeren 2006, hvor de sad belejret af taleban i byen Musa Qala. Alt set af soldaterne Jimi, Konge, Nyberg og Martinsen.
Han er endvidere tekstforfatter i Knirkerevyen og skriver den faste satireblog Knirkebladet.
Skuespillet Så Ligger Man Der er sammen med de to monologer Julehaderen og Efterladenskaber udgivet i bogform på forlaget Drama under titlen Så Ligger Man Der og To Monologer. (ISBN 87-7865-608-7)

## Priser
I 2008 modtog han teaterprisen EntréPrisen for sit arbejde som oversætter af udenlandske skuespil.
I 2016 vandt han prisen for Bedste Skuespiller for sin hovedrolle i Riders ved Soria International Film Festival 2016 (XVIII Certamen Internacional Ciudad de Soria 2016) i Soria i Spain.
I 2017 vandt han prisen for Bedste Skuespiller for sin hovedrolle i Riders ved Basta Fest, Bajina Basta International Short Film Festival 2017 (Basta Fest, IV Internacionalni Festival Kratkog Igranog Filma Bajina Basta 2017) i Bajina Basta i Serbien.

## Filmografi (som skuespiller)

### Film
- Monas Verden (2001)
- At kende sandheden (2002)
- 2 ryk og en aflevering (2003)
- Brutal Incasso (2005)
- Himmerland (2008)
- Aurum (2008)
- Det perfekte kup (2008)
- Frihed på prøve (2010)
- Hvidsten gruppen (2012)
- Sorg og Glæde (2013)
- Tarok (2013)
- I dine hænder (2015)
- Riders (2015)
- Journal 64 (2018)
- Kød og blod (2019)
- Zurück ans Meer (2019)
- Krudttønden (2020)
- Ingen kender dagen (2022)
- Underverden II (2023)

### Tv-serier
- Rejseholdet (2000-2003)
- Ditte & Louise (2015)
- Bedrag (2016)
- Advokaten (2016)
- Alex (2019)
- Minkavlerne (2019)
- Sunday (2020)
- Den som dræber (2021)
- Tatort (2021)
- Håber du kom godt hjem (2022)
- Pigerne fra Englandsbåden (2023)
- Valdes Jul - Skovens Vogter (2023)
- I kjærlighetens navn (2024)
- Valdes Jul II (2024)